# Karl Franz (Fußballspieler)
Karl Franz (* 26. April 1892 in Fürth; † 4. September 1914) war ein deutscher Fußballspieler.

## Karriere
Franz wurde 18-jährig in der Saison 1910/11 erstmals in der Seniorenmannschaft der SpVgg Fürth eingesetzt, für die er in den vom Süddeutschen Fußball-Verband ausgetragenen Meisterschaften im Ostkreis, in einer von vier regional höchsten Spielklassen, in vier Spielzeiten Punktspiele bestritt.
Der erst 1903 gegründete und aufstrebende Verein befand sich zu dieser Zeit auf dem Weg zur deutschen Spitzenmannschaft und hatte sich zu dieser Zeit mit dem Stadion Sportplatz am Ronhofer Weg – Einweihung am 11. September 1910 – eine der modernsten Anlagen im deutschen Fußball geschaffen.
In der Saison 1911/12 gehörte er bereits zur Stammbesetzung der Elf um Torhüter Karl Burger, den linken Läufer „Bumbes“ Schmidt und den Nebenleuten im Sturm, Oswald Segitz und Sebastian Seidel. Mit dreizehn Punktspielen, in denen er sieben Tore erzielte, trug er gleich zum ersten regionalen Titel, die Ostkreismeisterschaft bei. Diese berechtigte zur Teilnahme an der Endrunde um die Süddeutsche Meisterschaft, die er mit seiner Mannschaft als Drittplatzierter abschloss. Maßgeblichen Anteil am Erfolg hatte der im April 1911 vom Karlsruher FV gekommene englische Trainer William Townley. Mit seinem Wirken wurde die Ostkreismeisterschaft in den folgenden beiden Spielzeiten erneut gewonnen und im dritten Anlauf auch die Süddeutsche Meisterschaft; Franz indes entwickelte sich zum besten Torjäger der „Kleeblätter“.
Als Süddeutscher Meister hatte die Mannschaft nachgewiesen, auch in der Endrunde um die Deutsche Meisterschaft mitzuspielen. Der Auftakt dazu am 3. Mai 1914 in Leipzig gelang, da die SpVgg 1899 Leipzig mit 2:1 bezwungen werden konnte, dank des Siegtreffers in der 83. Minute durch den Torjäger der „Kleeblätter“.
Das am 17. Mai 1914 in Fürth angesetzte Halbfinale gestaltete sich nicht minder spannend. Zu Gast im Stadion Sportplatz am Ronhofer Weg hatte man den Berliner BC, der das erste (und einzige) Mal die Berliner Meisterschaft gewonnen hatte und entsprechend motiviert gewesen sein dürfte. Gegen diese Mannschaft lag die SpVgg Fürth bis zur 44. Minute mit 0:2 im Rückstand, ehe Frigyes Weicz der so wichtige Anschlusstreffer und der Ausgleich in der 62. Minute gelang.
Da sich am Resultat nach 90 Minuten nichts geändert hatte, ging es in die Verlängerung – nach damaligem Reglement folgten nun weitere Nachspielzeiten zu je 10 Minuten – bis eine Entscheidung herbeigeführt war. Wieder war es Franz vorbehalten, nicht nur die neuerliche Führung in der 103. Minute zu erzielen, sondern auch den 4:3-Siegtreffer in der 146. Minute, nachdem der Berliner Preuß mit seinem Tor in der 119. Minute für den zwischenzeitlichen Ausgleich gesorgt hatte.
Am 31. Mai 1914 stand er mit seiner Mannschaft im Finale keinem geringeren gegenüber, als dem Titelverteidiger aus Leipzig. 6.000 Zuschauer hatten sich rund um den Viktoria-Sportplatz in Magdeburg eingefunden, um dem Ereignis beizuwohnen. Abermals war es Franz, der nach 17 Minuten die 1:0-Führung erzielte, die erst durch Eduard Pendorf in der 83. Minute ausgeglichen werden konnte. In der Verlängerung gelang Weicz die abermalige Führung in der 103. Minute, die jedoch nur vier Minuten Bestand hatte, da Curt Hesse zum Ausgleich traf. Erneut war es Franz vorbehalten, auf Vorlage von Weicz, den Siegtreffer zum 3:2 in der 153. Minute zu erzielen; sieben Minuten später pfiff Schiedsrichter Curt von Paquet die Partie ab – die SpVgg Fürth war Deutscher Meister.

## Erfolge
- Deutscher Meister 1914
- Süddeutscher Meister 1914
- Ostkreismeister 1912, 1913, 1914

## Sonstiges
Seine Brüder Fritz und Andreas waren ebenfalls für die SpVgg Fürth aktiv.
Mit Beginn des Ersten Weltkriegs wurde er zum Wehrdienst herangezogen; bei Hoéville (nördlich von Lunéville in Lothringen, Frankreich) erlitt er schwere Verwundungen, denen er zwei Tage später erlag.